# 1995 à la télévision
| Années de la télévision : 1992 - 1993 - 1994 - 1995 - 1996 - 1997 - 1998    |
| Décennies de la télévision : 1960 - 1970 - 1980 - 1990 - 2000 - 2010 - 2020 |

Cet article présente les faits marquants de l'année 1995 à la télévision.

## Événements
- Animation innovante de l'élection présidentielle française de 1995 sur France 3, animée par Henri Sannier et Gilles Leclerc : un compte à rebours sous forme de trombinoscope qui démarre en 1958, se termine par un tourbillon qui laisse apparaître le visage de Jacques Chirac élu avec 52 % des voix.
- Début des émissions de la télévision andorranne ATV.
- Naissance de La Chaîne Météo
- 1er janvier : ouverture de l'Inathèque
- 1er janvier : Lancement du Réseau de l’information au Canada
- 23 janvier : À l'occasion des 40 ans de la chaîne, RTL TV est rebaptisée RTL9
- Hervé Bourges est nommé par François Mitterrand à la tête du CSA
- 25 novembre : Décès de Léon Zitrone, figure majeure des premières décennies de la télévision française.

## Émissions
- Matin Bonheur (France 2)
- À tout Spip (TF1)
- Les Z'amours (France 2)
- Un siècle d'écrivains (France 3)
- Osons (TF1)
- Comme un lundi (TF1)
- On n'est pas couché (TF1)
- Les Niouzes (TF1) : émission arrêtée après 5 numéros diffusés en raison des mauvaises audiences.
- Écho de Stars (TF1)
- Les Années Tubes (TF1)
- Va et Vient (TF1)

## Séries télévisées
- 1er janvier : Fin de l'émission pour enfants Les Animaux du Bois de Quat'sous au Royaume-Uni.
- 23 janvier : Début de la diffusion de la série d’animation Les aventures de Sonic en France sur TF1 dans l'émission À tout Spip.
- 8 mars : Première diffusion en clair de la série d'animation Orson et Olivia sur TF1.
- 20 avril : François Kléber sur TF1.
- 20 mai: Début de la diffusion de la série américaine Melrose Place en France sur TF1.
- 4 septembre: La Philo selon Philippe sur TF1.
- 20 novembre : Début de la diffusion de la série d'animation Beethoven en France sur TF1 dans l'émission À tout Spip.
- La Vipère noire (série télévisée) sur ARTE.

## Distinctions

### Emmy Awards(États-Unis)
- meilleure série dramatique : New York Police Blues
- Meilleur scénario : Urgences (série télévisée)

## Principales naissances
- 24 janvier : Callan McAuliffe, acteur australien

## Principaux décès
- 25 janvier : John Smith, acteur américain (° 6 mars 1931).
- 11 février : Eva Gabor, actrice américaine d'origine hongroise (° 11 février 1919).
- 18 mai : Elizabeth Montgomery, alias « Samantha » dans la série Ma sorcière bien-aimée (° 15 avril 1933).
- 30 juin : Gale Gordon, acteur américain (° 20 février 1906).
- 21 novembre : Bruno Gerussi, acteur et réalisateur canadien (° 7 mai 1928).
- 25 novembre : Léon Zitrone, journaliste français (° 25 novembre 1914).